# 晃豁坛
晃豁坛（秘史记音：中晃中豁坛），又作晃合丹、晃忽坛、晃兀摊、黄忽答等，为蒙古尼伦诸部之一。该部是海都幼子抄真斡儿帖该之子晃豁坛的后裔。原在察剌合、蒙力克父子率领下依附孛儿只斤部也速该。也速该临终前终将其妻子托付给蒙力克，铁木真尊其为父。后因孛儿只斤部衰落而投靠札达兰部。1189年铁木真称汗前，在蒙力克、速亦客秃率领下归事铁木真。蒙古建国后，晃豁坛部划分为三个千户，蒙力克与其子脱栾及速亦客秃出任千户长。该部以知天象而闻名，蒙力克之子帖卜腾格理（阔阔出）为著名萨满，他也是铁木真“成吉思汗”尊号的提出者，不过后因同铁木真抗衡而被杀。